# Astarte

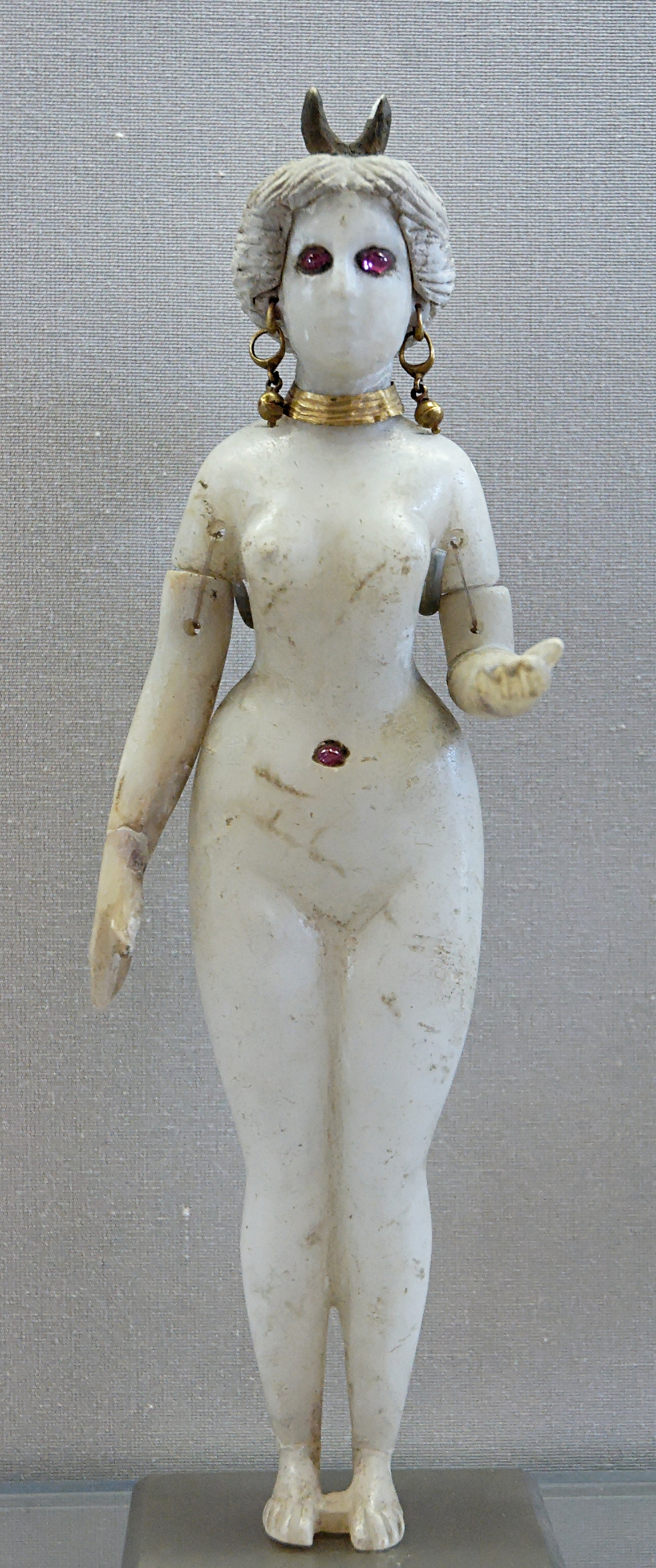
Figurină cu coarne, posibil Astarte

Astarte este zeiță supremă în mitologia feniciană, la obârșie zeiță a procreației și fecundității, ajunge să domine cerul și pământul. În Egipt (între dinastia XVIII și epoca ptolemaică) era venerată ca zeiță a dragostei, sexului și războiului. Fenicienii o considerau soția lui Baal.